# Gymnothorax mareei
Gymnothorax mareei är en fiskart som beskrevs av Poll, 1953. Gymnothorax mareei ingår i släktet Gymnothorax och familjen Muraenidae. Inga underarter finns listade i Catalogue of Life.